# Casper Van Dien
Casper Robert Van Dien Jr. (Milton, 1968. december 18. –) amerikai színész.
Leginkább Johnny Rico megformálásáról ismert a Csillagközi invázió (1997) című sci-fi akciófilmben. További filmjei közé tartozik Az Álmosvölgy legendája (1999), a Gyilkos ösztön (2000) és az Alita: A harc angyala (2019).

## Válogatott filmográfia

### Film
| Év   | Magyar cím                          | Eredeti cím                                         | Szerep                       | Magyar hang   |
| ---- | ----------------------------------- | --------------------------------------------------- | ---------------------------- | ------------- |
| 1997 | Casper 2. – Szellemes kezdetek      | Casper: A Spirited Beginning                        | járókelő                     |               |
| 1997 | Csillagközi invázió                 | Starship Troopers                                   | Johnny Rico                  | Stohl András  |
| 1998 | Tarzan és az elveszett város        | Tarzan and the Lost City                            | Tarzan / John Clayton II     | Tímár Andor   |
| 1998 | Tarzan és az elveszett város        | Tarzan and the Lost City                            | Tarzan / John Clayton II     | Forgács Péter |
| 1998 | Casper és Wendy                     | Casper Meets Wendy                                  | kefehajú srác                | Sörös Miklós  |
| 1999 | Az Omega kód                        | The Omega Code                                      | Gillen Lane                  | Stohl András  |
| 1999 | Az Álmosvölgy legendája             | Sleepy Hollow                                       | Brom Van Brunt               | Megyeri János |
| 2000 | Gyilkos ösztön                      | Sanctimony                                          | Tom Gerrick                  | Damu Roland   |
| 2001 | Vissza a csatatérre                 | Under Heavy Fire                                    | Ramsey százados              | Kőszegi Ákos  |
| 2002 | A vonzás szabályai (törölt jelenet) | The Rules of Attraction                             | Patrick Bateman              |               |
| 2004 | Drakula 3000                        | Dracula 3000                                        | Abraham Van Helsing kapitány |               |
| 2005 | Amerikai álom                       | Hollywood Flies                                     | Zach                         | Papp Dániel   |
| 2008 | Csillagközi invázió 3.              | Starship Troopers 3: Marauder                       | Johnny Rico ezredes          | Bozsó Péter   |
| 2011 | Született motorosok                 | Born to Ride                                        | Mike Callahan                | Bozsó Péter   |
| 2012 | Borzongás                           | Shiver                                              | Sebastian Delgado            |               |
| 2012 | Az egyezség                         | The Pact                                            | Bill Creek                   | Sarádi Zsolt  |
| 2012 |                                     | Abraham Lincoln: Vampire Hunter Sequels (rövidfilm) | James K. Polk                |               |
| 2012 | Csillagközi invázió: Célpont a Föld | Starship Troopers: Invasion                         | vezető producer              |               |
| 2013 | Szuperorkán                         | 500 MPH Storm                                       | Nathan Sims                  | Bozsó Péter   |
| 2013 | Felfoghatatlan                      | Assumed Killer                                      | Sam Morrow                   | Bozsó Péter   |
| 2016 | Connor, a katonakutya               | Army Dog                                            | Tom Holloway                 |               |
| 2017 | Kell a lóvé!                        | All About the Money                                 | Kurt Pomeroy                 | Pál Tamás     |
| 2017 | Csillagközi invázió: Mars invázió   | Starship Troopers: Traitor of Mars                  | Johnny Rico ezredes (hangja) | Stohl András  |
| 2019 | Alita: A harc angyala               | Alita: Battle Angel                                 | Amok                         |               |
| 2022 | A saipani csata                     | Battle for Saipan                                   | Vic                          | Szatory Dávid |

### Televízió

#### Tévéfilm
| Év   | Magyar cím                                     | Eredeti cím                          | Szerep                          | Magyar hang           |
| ---- | ---------------------------------------------- | ------------------------------------ | ------------------------------- | --------------------- |
| 1996 | A vadak ura 3. – Braxus szeme                  | Beastmaster III: The Eye of Braxus   | Tal király                      | Viczián Ottó          |
| 1996 | A kolónia                                      | The Colony                           | Sawyer                          |                       |
| 1997 | Segélykiáltás                                  | NightScream                          | Teddy Johnson / Ray Ordwell Jr. |                       |
| 1997 | James Dean: Végzetes száguldás                 | James Dean: Race with Destiny        | James Dean                      |                       |
| 1998 | Vámpírok harca                                 | Modern vampires                      | Dallas                          |                       |
| 1998 | Határsávban                                    | On the Border                        | Jake Barnes                     | Bozsó Péter           |
| 1999 | Cápaveszély                                    | Shark Attack                         | Steven McKray                   | Dózsa Zoltán          |
| 1999 | A behajtók                                     | The Collectors                       | AK                              | Forgács Péter         |
| 1999 | A behajtók                                     | The Collectors                       | AK                              | Kaszás Gergő          |
| 1999 | A behajtók                                     | The Collectors                       | AK                              | Pásztor Tibor         |
| 1999 | Veszélylesők                                   | The Time Shifters                    | Tom Merrick                     | Lux Ádám              |
| 2000 | Triplacsavar                                   | Partners                             | Axel                            | Bozsó Péter           |
| 2000 | Piton                                          | Python                               | Bart Parker                     | Laklóth Aladár        |
| 2000 | Dühöngő száguldás                              | Road Rage                            | Jim Travis                      | Bede-Fazekas Szabolcs |
| 2000 | Kötelék nélkül                                 | Cutaway                              | Delmira                         | Fekete Zoltán         |
| 2001 | A behajtó                                      | Chasing Destiny                      | Bobby Moritz                    | Varga Gábor           |
| 2001 | Kíméletlen vadászok                            | The Tracker                          | Connor Spears                   | Rékasi Károly         |
| 2001 | Veszély a mélyben                              | Danger Beneath the Sea               | Miles Sheffield parancsnok      |                       |
| 2002 | Gyilkos kód                                    | The Vector File                      | Gerry                           |                       |
| 2003 |                                                | Big Spender                          | Eddie Burton                    |                       |
| 2003 | S.O.S., hurrikán!                              | Windfall                             | Ace Logan                       |                       |
| 2004 |                                                | Skeleton Man                         | Oberron                         |                       |
| 2005 | Kalózjárat                                     | Maiden Voyage                        | Kyle Considine                  |                       |
| 2005 | Veszélyes terepen                              | Personal Effects                     | Chris Locke                     |                       |
| 2005 | A múmia átka                                   | The Fallen Ones                      | Matt Fletcher                   | Széles Tamás          |
| 2005 | Mocskos hekus                                  | Officer Down                         | Philip Hallows                  | Hevér Gábor           |
| 2005 | Mocskos hekus                                  | Officer Down                         | Philip Hallows                  | Czető Roland          |
| 2005 | Előérzet                                       | Premonition                          | Jack Barnes                     |                       |
| 2006 | Olvadás                                        | Meltdown: Days of Destruction        | Tom                             | Fekete Ernő           |
| 2006 | A fáraó bosszúja                               | The Curse of King Tut's Tomb         | Danny Freemont                  | Nagy Ervin            |
| 2006 | A fáraó bosszúja                               | The Curse of King Tut's Tomb         | Danny Freemont                  | Damu Roland           |
| 2006 |                                                | Slayer                               | Hawk                            |                       |
| 2008 | A vadnyugat végnapjai                          | Aces 'N' Eights                      | Luke Rivers                     | Varga Rókus           |
| 2008 | A ninja maszkja                                | Mask of the Ninja                    | Jack Barrett                    | Bozsó Péter           |
| 2009 |                                                | One Hot Summer                       | Luther Simmonds                 |                       |
| 2010 |                                                | Turbulent Skies                      | Tom                             |                       |
| 2010 | A kutya, aki megmentette a karácsonyi vakációt | The Dog Who Saved Christmas Vacation | Randy McGovern                  | Bodrogi Attila        |
| 2012 |                                                | Lake Effects                         | Ash Henson                      |                       |
| 2012 |                                                | Fugitive at 17                       | Spencer Oliphant                |                       |
| 2012 |                                                | Baby's First Christmas               | Kyle                            |                       |
| 2015 |                                                | Fire Twister                         | Scott                           |                       |
| 2015 |                                                | Sharktopus vs. Whalewolf             | Ray                             |                       |
| 2015 |                                                | Patient Killer                       | Jason                           |                       |

#### Sorozat
| Év        | Magyar cím              | Eredeti cím               | Szerep            | Megjegyzések            |
| --------- | ----------------------- | ------------------------- | ----------------- | ----------------------- |
| 1992      | Az élet megy tovább     | Life Goes On              | Ted               | 1 epizód                |
| 1993–1994 |                         | One Life to Live          | Tyler "Ty" Moody  |                         |
| 1994      | Quinn doktornő          | Dr. Quinn, Medicine Woman | Jesse             | 2 epizód                |
| 1994      | Beverly Hills 90210     | Beverly Hills, 90210      | Griffin Stone     | 7 epizód                |
| 1995      | Drága testek            | Silk Stalkings            | Roger Barrows     | 1 epizód                |
| 1995      | Egy rém rendes család   | Married... with Children  | Eric Waters       | 1 epizód                |
| 1997      | Végtelen határok        | The Outer Limits          | Jake Miller       | 1 epizód                |
| 2000–2001 | Titánok                 | Titans                    | Chandler Williams | 14 epizód               |
| 2004      |                         | Rock Me, Baby             | Michael           | 1 epizód                |
| 2005      |                         | I Married a Princess      | önmaga            | reality show (producer) |
| 2006–2007 | Veszélyes szerelem      | Watch Over Me             | Andre Forester    | 64 epizód               |
| 2008–2009 | Monk – A flúgos nyomozó | Monk                      | Steven Albright   | 2 epizód                |
| 2012      |                         | Femme Fatales             | Joe Hallenbeck    | 1 epizód                |
| 2013      |                         | Mortal Kombat: Legacy     | Johnny Cage       | websorozat (5 epizód)   |
| 2017      | Hawaii Five-0           | Hawaii Five-0             | Roger Niles       | 1 epizód                |
| 2018–2023 | Spencer                 | All American              | Harold Adams      | 10 epizód               |
| 2022      |                         | Salvage Marines           | Samuel Hyst       | 6 epizód                |
| 2024      |                         | Stripped                  | Chris Cameron     | 6 epizód                |